# Křídlatka sachalinská
Křídlatka sachalinská (Reynoutria sachalinensis), také opletka sachalinská, je druh rodu křídlatka. Tato statná, vytrvalá, rychle se rozrůstající rostlina dosahuje výšky okolo 3 metrů a vytváří těžko prostupné porosty. Křídlatka sachalinská náleží v Česku mezi invazní rostliny.

## Pojmenování
Vědecké pojmenování křídlatky sachalinské (Reynoutria sachalinensis) se po důkladných studiích příbuzenských vztahů mezi jednotlivými rostlinnými taxony změnilo. Byl zrušen rod křídlatka (Reynoutria) a křídlatky byly začleněny do rodu opletka (Fallopia). Křídlatka sachalinská tak získala nové vědecké jméno opletka sachalinská (Fallopia sachalinensis). V současností česká odborná veřejnost vesměs ze setrvačnosti používá binomické jméno (Reynoutria sachalinensis).

## Rozšíření
Pochází ze severovýchodu Asie, z ostrovů náležející Ruské federaci Sachalinu a Kuril a dále z ostrovů Japonska Hokkaidó a Honšú. Roste tam na březích potoků a řek na písčitých půdách, všeobecně má tento druh rád vlhké prostředí.
Rostlina se do Evropy dostala prvně roku 1860, kdy byla dovezená ze Sachalinu do botanické zahrady v Petrohradu. Odkud se jako okrasná rostlina, vhodná do parků a zahrad, začala rozšiřovat až se vymkla kontrole a unikla do volné přírody. Tam nemá přirozených nepřátel a dobře prosperuje. V současností se vyskytuje v řadě zemí Evropy, v Severní Americe, Austrálii i na Novém Zélandu.
V České republice byla jako volně rostoucí rostlina poprvé nalezena roku 1921, období mohutného rozšiřování nastalo až po 2. světové válce. Nyní roste roztroušeně po celé republice od nížin až do podhůří, nejvíce jsou zasaženy území pod Jeseníky, oblasti Broumovska, Mladoboleslavska a Děčínska. Úspěšně se rozšiřuje na vlhké okraje vodních toků kde vytváří husté břehové porosty, do příkopů okolo cest, opuštěných zahrad, na rumiště i do bezprostřední blízkosti lidských sídel.

## Popis
Je to vytrvalá rostlina se silnými, dlouhými bohatě větvenými podzemními oddenky sahající hluboko do půdy (70 až 100 cm). Z oddenků vyrůstají duté, slabě rýhované nebo hladké článkovité stonky které bývají vysoké od 1,5 do 3 m, ve výživné a vlhké půdě vyrůstají až 4 m vysoké. Přímé, poměrně křehké stonky oválného průřezu se v horní části větví.
Celokrajné listy s řapíky dlouhými 2 až 4 (5) cm obrůstají stonky střídavě, na lícní straně jsou zbarveny zeleně až tmavozeleně a na rubu šedozeleně. Jejich měkké čepele, vyvolávající dojem zvadnutých listů, jsou podlouhlé vejčité, na délku měří 20 až 35 (40) cm, na šířku 20 až 25 (30) cm, na rubu jsou roztroušeně dlouze chlupaté. Na bázi jsou hluboce srdčité, na konci tupě špičaté až zaokrouhlené, žilnatinu mají nevystouplou.
Je dvoudomá, samičí rostliny mají v květech 3 funkční čnělky s bliznami a samčí 8 tyčinek s prašníky. Latnaté květenství je tvořena hustými lichoklasy dlouhými 2 až 4 (6) cm. Větvičky květenství jsou vždy vzpřímené, nejdelší jsou o 1 až 2 cm delší než řapík listu a zasahují asi do čtvrtiny délky listové čepele. Pětičetné květy rozkvétající od července do září jsou drobné s nerozlišeným okvětím barvy zelenobílé až nažloutlé. Neopadavé okvětní lístky 1,5 až 2 mm široké jsou pozvolna zúžené, na stopce plodu výrazně sbíhavé. Plodem je lesklá trojhranná nažka, asi 3 mm dlouhá, tmavohnědě zbarvená.

## Rozmnožování
V sekundárním areálu výskytu se křídlatka sachalinská, obdobně jako ostatní druhy, rozšiřuje na nová místa převážně regenerací úlomků oddenků. K rozmnožování semeny dochází zřídka, semenáčky se nacházejí výjimečně. Z toho vychází, že pokud nový klon vzniklý generativním rozmnožováním prokáže schopnost zdárného růstu na novém místě, jsou jeho "správné" vlastnosti zafixovány dalším vegetativním rozmnožováním do přilehlého okolí.
Kousky oddenků odnesené velkou vodou z břehů vodních toků nebo odvlečené při zpracování půdy po polí většinou na novém místě vyklíčí. Regenerační schopnost oddenků u křídlatky sachalinské je okolo 75 %, ze všech křídlatek nejmenší.

## Význam

### Škodlivost
Křídlatka sachalinská je, stejně jako ostatní druhy křídlatky, považována za invazivní rostlinu která se velmi rychle šíří a místech svého výskytu zcela hubí původní rostlinstvo, produkuje alelopatické látky nepříznivě ovlivňující růst jiných rostlin. Navíc velikým množstvím opadaného listí výrazně pozměňuje pH, strukturu a provzdušňování půdy, zhoršuje podmínky k životu i rozmnožování na půdě závislých živočichů např. členovců a následně jejich větších predátorů. Je velice odolná proti vymrzání, případné jarní omrznutí velice rychle nahrazuje novými pupeny rašícími z hustých oddenků. Proto se na mnoha místech, nejen v České republice, přistoupilo k její chemické a mechanické likvidaci. Je to velice obtížné, i po chemickém postřiku příští rok často znovu vyrůstá. V porovnání s ostatními druhy je křídlatka sachalinská ale nejchoulostivější.

### Užitečnost
Provádějí se pokusy využívat ji jako energetickou plodinu. Na uměle založených plantážích ročně dodá z 1 ha okolo 30 tun suché hmoty, při průměrné výhřevnosti 17,2 GJ/t.

## Poznámka
Křížením mezi křídlatkou japonskou a křídlatkou sachalinskou vznikl dále se generativně nemnožící hybridní druh křídlatka česká (Reynoutria × bohemica), která je obzvláště rozpínavá a proti mechanické i chemické likvidaci nejodolnější. Dokonce ze stanovišť, kde se vyskytuje společně s rodiči, je vytlačuje.

## Galerie

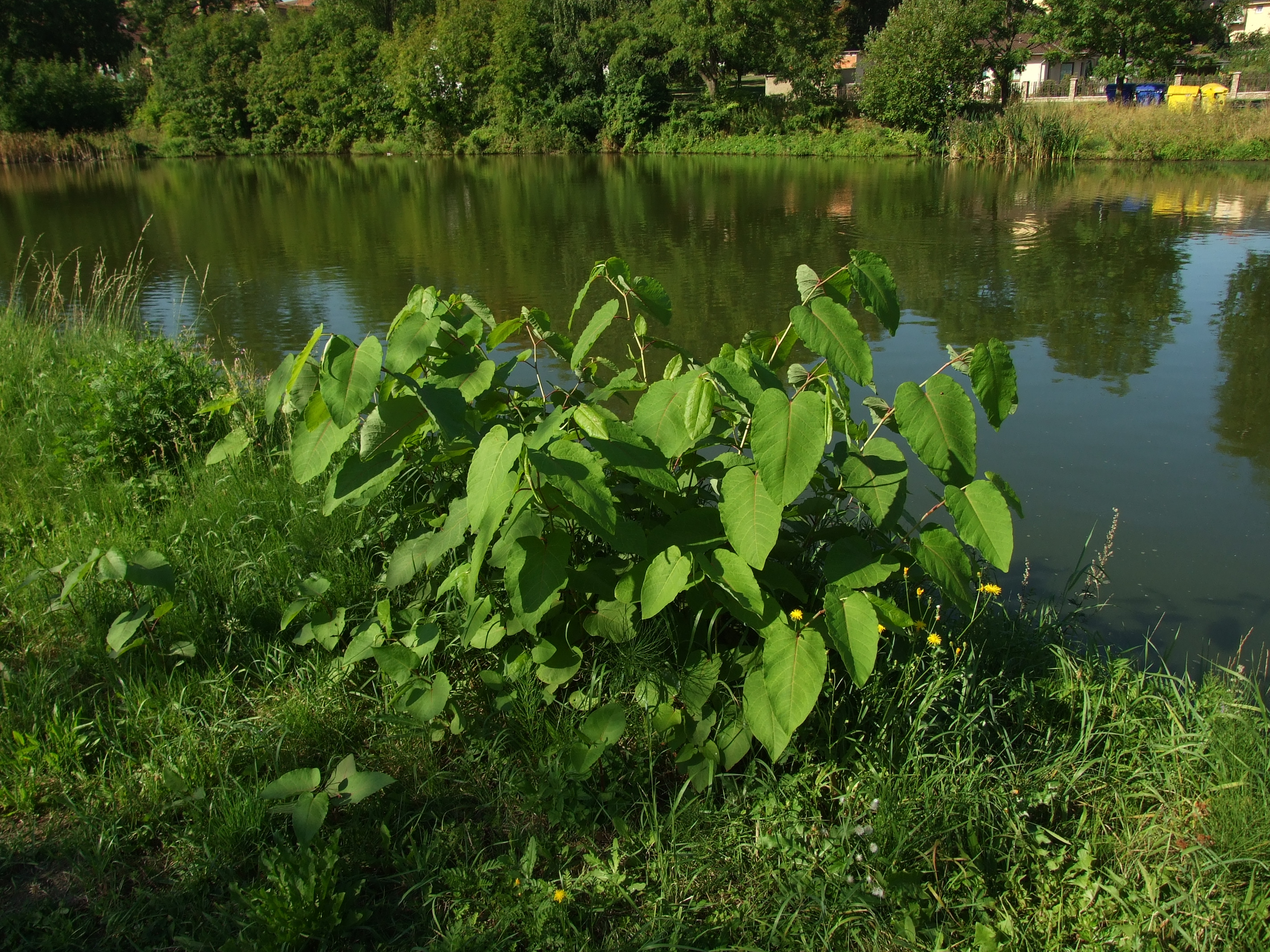
Tak nenápadně to začíná
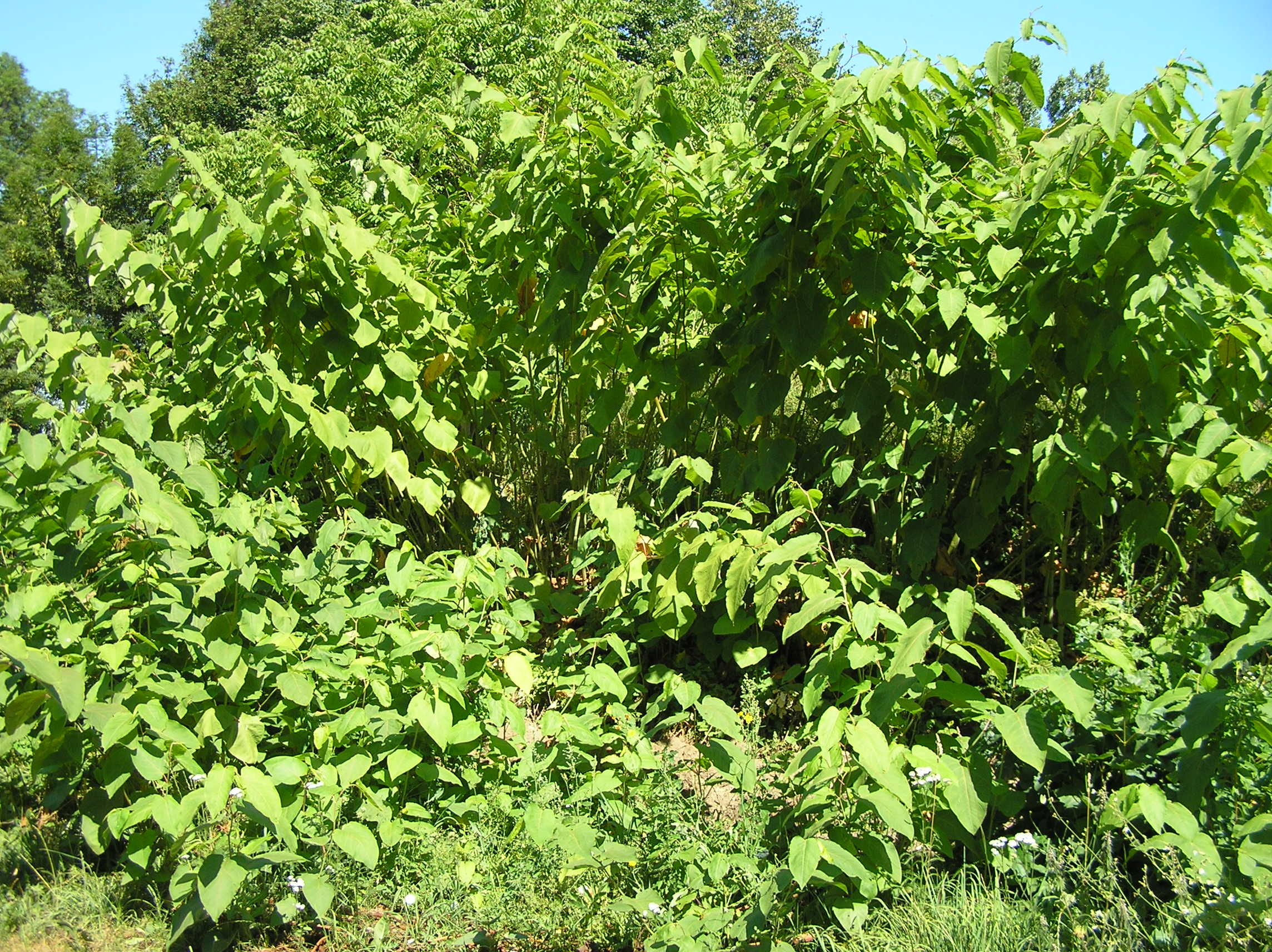
Tak nápadně to pokračuje
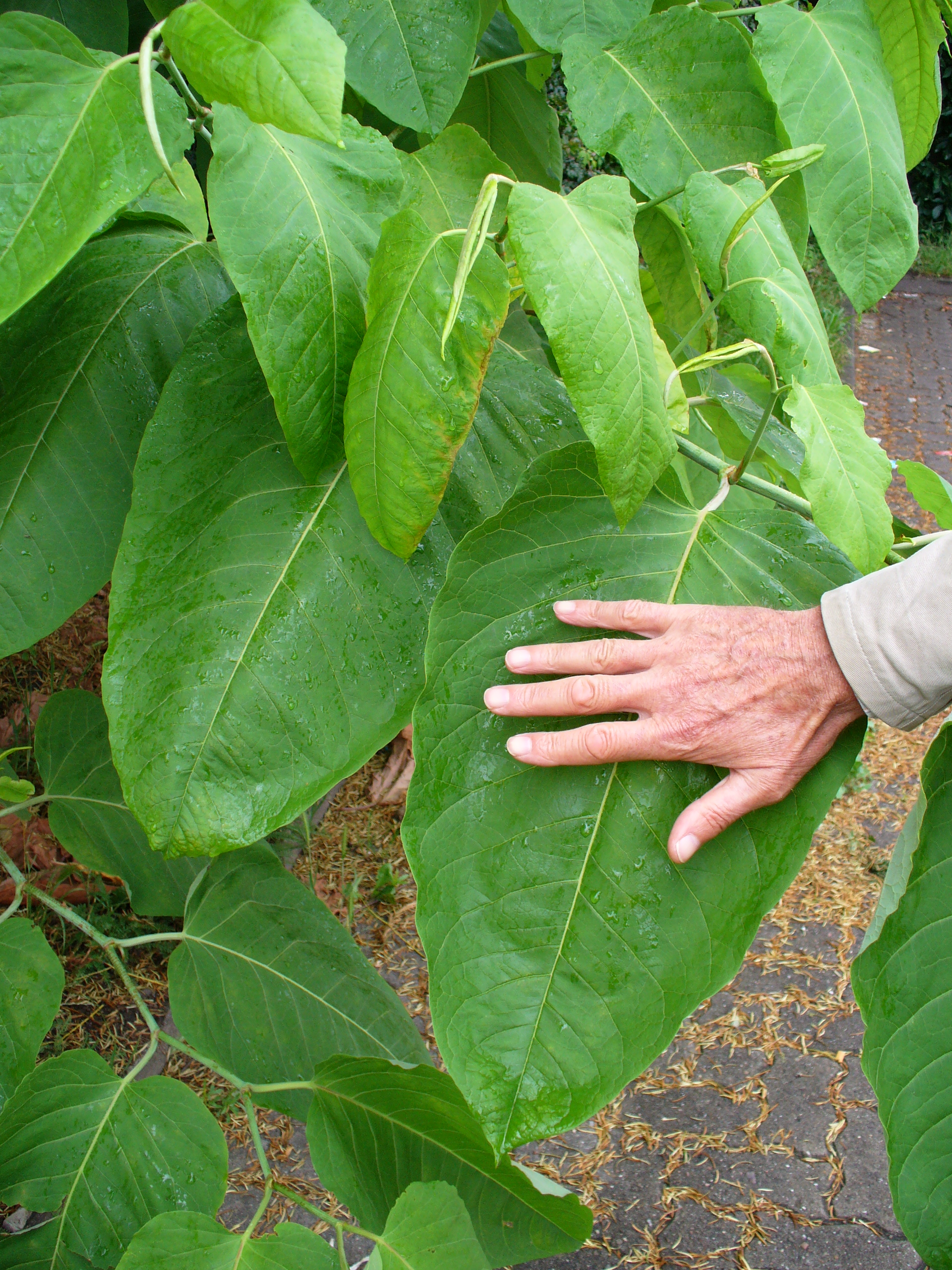
Listy
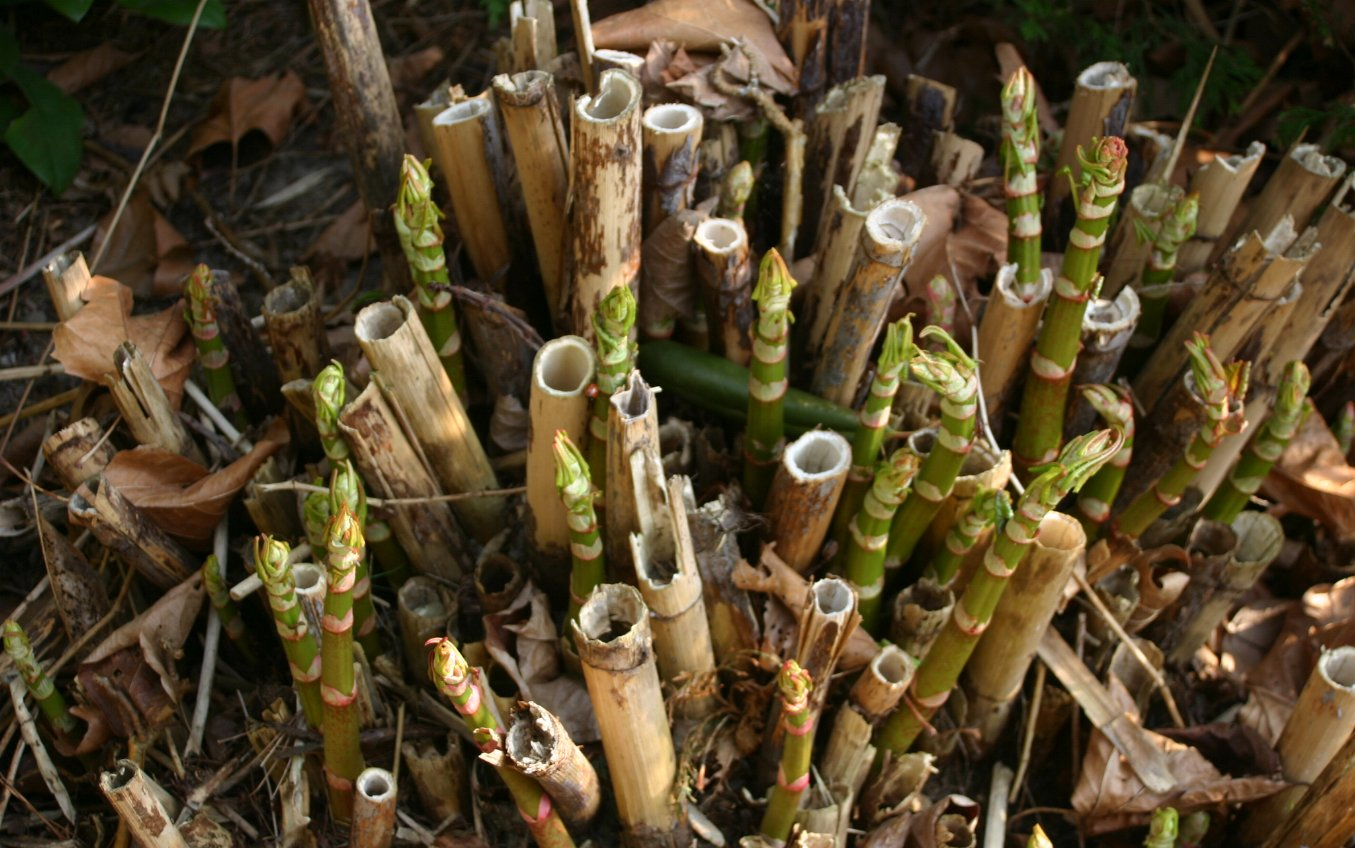
Po sklizni časně z jara